# Josef Řihák
Josef Řihák (* 25. dubna 1959 Karlovy Vary) je bývalý český politik za ČSSD a v letech 2008–2014 senátor za obvod č. 18 – Příbram. Po komunálních volbách 2002 se stal radním a v letech 2006–2012 starostou města Příbrami. V letech 2002–2008 zasedal v Poslanecké sněmovně Parlamentu ČR.
V letech 2012–2020 byl zastupitelem ve Středočeském kraji, když tento mandát vykonával již mezi roky 2000–2007. Po krajských volbách 2012 se stal středočeským hejtmanem koalice ČSSD a KSČM, než na tento post v červnu 2014 rezignoval. V letech 2017–2020 byl krajským radním.

## Životopis
Maturoval na Střední zemědělské technické škole v Březnici a pak (po základní vojenské službě) nastoupil na Okresní veterinární správu v Příbrami. Dálkově vystudoval Vysokou školu veterinární v Brně (obor hygiena potravin a ekologie zemědělství). Má titul MVDr. V období let 1995–1998 pracoval na postu obvodního veterinárního inspektora, pak coby vedoucí Veterinární a hygienické stanice v Příbrami.

### Politická kariéra
V roce 1998 do roku 2023 byl  členem ČSSD.
Do Krajského zastupitelstva Středočeského kraje byl v roce 2000 zvolen za Českou stranu sociálně demokratickou. Ve volbách v roce 2002 byl zvolen do Poslanecké sněmovny Parlamentu České republiky za ČSSD (volební obvod Středočeský kraj). Byl členem sněmovního zemědělského výboru. Poslanecký mandát obhájil ve volbách v roce 2006. V letech 2006–2007 působil jako místopředseda zemědělského sněmovního výboru. Ve sněmovně setrval do října 2008, kdy rezignoval na mandát. Ve sněmovně spolupředložil pět zákonů, z nichž dva byly schváleny (mj. zákon o veřejných neziskových ústavních zdravotnických zařízeních).
Dlouhodobě je aktivní v místní politice. V komunálních volbách roku 2002, komunálních volbách roku 2006 a komunálních volbách roku 2010 byl za ČSSD zvolen do zastupitelstva města Příbram. Již v roce 2002 se dostal i do rady města Příbram, tehdy ještě pod vedením starosty Ivana Fuksy z ODS. Na podzim roku 2006 vedl příbramskou kandidátku sociálních demokratů v komunálních volbách. Strana získala o dva mandáty víc ve srovnání s volbami v roce 2002. Po dvoutýdenních jednáních byl Řihák zvolen novým starostou města jako zástupce menšinové koalice ČSSD a SNK Evropských demokratů, kterou podpořili zastupitelé za Komunistickou stranu Čech a Moravy. Poté také opustil své místo v krajském zastupitelstvu Středočeského kraje.
Od roku 2007 byl zástupcem všech starostů v boji proti umístění amerického radaru v Česku. Po oznámení záměru zrušit Vojenský újezd Brdy byl v čele iniciativ za vyhlášení chráněného území.
V roce 2008 se koalice ČSSD a SNK na příbramské radnici rozpadla a do čela města se vrátila ODS, Řihák zůstal starostou. V roce 2010 jím vedená kandidátka sociálních demokratů získala ve volbách 31,87 procenta hlasů a o další tři mandáty víc (celkem 11 z 25). Krátce po volbách byla obnovena koalice ČSSD s ODS.
Příbramská radniční koalice ČSSD a ODS je stabilní. Opozice ji kritizuje zejména za snahy o privatizaci některých objektů. Největší odpor opozice, části veřejnosti provázel prodej I. polikliniky, proti se tehdy postavili též lékaři, kteří měli v I. poliklinice své ordinace, a s okolnostmi nesouhlasil také Řihákův předchůdce a člen koaliční ODS Ivan Fuksa. Petici proti prodeji podepsalo 4329 občanů města, privatizace vedla i k neúspěšnému pokusu o odvolání Řiháka z postu starosty.
Příbramské radnici se za Řihákova vedení podařilo s pomocí dotací z EU zrekonstruovat autobusové nádraží a okolí kulturního domu a spustit rozsáhlou rekonstrukci náměstí T.G.M. a jeho okolí a nově i rekonstrukci Březohorského sídliště s centrálním náměstím 17. listopadu.
V prosinci 2011 byl Řihák terčem útoku, když jeho chatku zapálil neznámý pachatel. Řihák to označil za pomstu.
Po korupční aféře Davida Ratha kandidoval v roce 2012 na post volebního lídra sociální demokracie pro krajské volby a nominaci získal. Sociální demokracie pod jeho vedením volby vyhrála. Jednání o podpoře menšinové vlády sociální demokracie ale selhala, a tak se Řihákova strana dohodla s KSČM na dohodě o spolupráci, jejíž součástí byl i vstup KSČM do rady kraje. ČSSD nicméně tvrdila, že nešlo o vznik koalice. Řihák byl 20. listopadu 2012 zvolen středočeským hejtmanem, přičemž si hodlal ponechat post senátora, ale avizoval rezignaci na funkci starosty. Na postu starosty Příbrami ho 10. prosince 2012 skutečně nahradil Pavel Pikrt, který svého předchůdce označil za nejlepšího starostu města od roku 1989.
Dne 20. června 2014 ho středočeská ČSSD vyzvala k rezignaci na post hejtmana Středočeského kraje, protože ztratil její podporu. O tři dny později tak učinil.
V komunálních volbách v roce 2014 obhájil post zastupitele města Příbrami, když vedl tamní kandidátku ČSSD. Ta nicméně zaznamenala značné ztráty, přišla o sedm křesel a musela do opozice. Povolební situaci zároveň poznamenal jeho spor s jeho nástupcem na postu příbramského starosty Pavlem Pikrtem, který se vzdal členství v ČSSD, nicméně mandát v městském zastupitelstvu si ponechal. V souběžně konaných volbách do Senátu PČR v roce 2014 opět kandidoval za ČSSD v obvodu č. 18 – Příbram. Se ziskem 18,89 % hlasů však skončil na 3. místě a nepostoupil tak ani do druhého kola.
Dne 3. listopadu 2014 ho rada zastupitelstva Středočeského kraje jmenovala do čela krajské komise pro majetek. Ve volbách v roce 2016 mandát krajského zastupitele obhájil. V říjnu 2017 byl zvolen radním kraje pro oblast investic a veřejných zakázek. Ve volbách v roce 2020 obhajoval post krajského zastupitele, ale neuspěl. Skončil tak i ve funkci radního kraje.

### Osobní život
Řihák je ženatý a má syna a dceru. Je laureátem Ceny PŘÍSTAV, kterou mu v roce 2010 udělila Česká rada dětí a mládeže za podporu mimoškolní práce s dětmi a mládeží.